# 사샤 홀러
사샤 홀러(Sacha Horler, 1970년 2월 12일 ~ )는 오스트레일리아의 배우이다.

## 출연 작품
- 네 얼간이와 장례식 (2017)
- 킬 유어 디너 (2016)
- 드레스메이커 (2015)
- 더 다크사이드 (2013)
- 가디언의 전설 (2010)
- 새비지 크로싱 (2009)
- 마이 이어 위다웃 섹스 (2009)
- 일러스트레이티드 패밀리 닥터 (2005)
- 룩 보스 웨이즈 (2005)
- 러브 마이 웨이 (2004)
- 마이 마더 프랭크 (2000)
- 프레이즈 (1998)
- 꼬마 돼지 베이브 2 (1998)
- 블랙락 (1997)